# Křivatec
Křivatec (Gagea) je rod jednoděložných rostlin z čeledi liliovité v užším pojetí (Liliaceae).

## Popis
Jedná se o vytrvalé pozemní byliny, s cibulemi. Některé druhy vytvářejí složené cibule s větším množstvím vedlejších cibulek. Jsou to rostliny jednodomé s oboupohlavnými květy. Listy jsou buď jen v přízemní růžici nebo v přízemní růžici i na lodyze, jsou jednoduché, přisedlé, s listovými pochvami. Čepele listů jsou celokrajné, většinou čárkovité až nitkovité, žilnatina je souběžná. Květy jsou oboupohlavné, jsou v květenstvích, ve vrcholových chocholících, někdy až ve zdánlivém okolíku, vzácněji v hroznech. Pod květenstvím bývají 2 lodyžní listy, které jsou někdy interpretovány jako listeny, další listeny jsou na bázi květních stopek. Okvětí se skládá z 6 okvětních lístků ve 2 přeslenech (3+3), které volné, většinou žluté až žlutozelené, jen vzácně jiných barev. Tyčinek je 6. Gyneceum je složeno ze 3 plodolistů, je synkarpní, semeník je svrchní. Plodem je tobolka, semena jsou velmi četná.

## Rozšíření ve světě
Je známo kolem 90 druhů, které jsou rozšířeny v Evropě, Asii a v severní Africe.

## Rozšíření v Česku
V ČR roste asi 7 druhů z rodu křivatec (Gagea). Nejběžnější je křivatec žlutý (Gagea lutea), který vyhledává spíše vlhčí stanoviště. Naproti tomu křivatec rolní (Gagea villosa), který se vyznačuje chlupatými květními stopkami, roste na sušších stanovištích teplejších oblastí a patří k silně ohroženým druhům (C2). Křivatec český (Gagea bohemica) je také rostlina sušších stanovišť teplých oblastí, kvete velmi brzy na jaře, někdy i v zimě, pokud je mírná, patří k silně ohroženým druhům (C2). Křivatec český skalní (Gagea bohemica subsp. saxatilis) roste jen na střední Moravě, je kriticky ohrožený (C1). V listnatých lesích, nejčastěji v nížinách, roste křivatec nejmenší (Gagea minima). Křivatec luční (Gagea pratensis) roste na spíše sušších místech teplejších oblastí, stejně jako blízce příbuzný křivatec vstřícnolistý (Gagea transversalis), který se od křivatce lučního dosti těžko odlišuje. Křivatec nizoučký (Gagea pusilla) roste v ČR pouze dosti vzácně na výslunných stráních jižní Moravy.

## Seznam druhů
- Gagea albertii – Čína, Kazachstán
- Gagea altaica – Čína, Kazachstán, Rusko
- Gagea amblyopetala – jižní Evropa
- Gagea bohemica – střední a jižní Evropa
- Gagea bulbifera – východní Evropa, Čína, Kazachstán, Rusko
- Gagea chinensis – Čína
- Gagea chrysantha – Itálie, Sicílie
- Gagea commutata – Kréta
- Gagea daqingshanensis – Čína
- Gagea divaricata – Čína, Kazachstán, Uzbekistán
- Gagea dubia – Rusko, možná i Řecko
- Gagea fedtschenkoana – Čína, Kazachstán, Mongolsko, Rusko
- Gagea fibrosa – Řecko
- Gagea filiformis – Čína, Kazachstán, Mongolsko, Rusko, Pákistán, Afghánistán
- Gagea fistulosa – jižní a jih střední Evropy
- Gegea foliosa – jižní Evropa
- Gagea fragifera – Čína, Kazachstán, Mongolsko, Sibiř
- Gagea germainae – Krym
- Gagea graeca – Řecko, Kréta
- Gagea granatellii – jižní a jihovýchodní Evropa
- Gagea granulosa – Asie
- Gagea jaeschkei – Asie
- Gagea lutea – Evropa
- Gagea minima – Evropa
- Gagea nakaiana – Asie
- Gagea neopopovii – Čína, Kazachstán
- Gagea nevadensis – jižní Evropa
- Gagea olgae – Asie
- Gagea ova – Asie
- Gagea pauciflora – Čína, Mongolsko, Rusko
- Gagea peduncularis – jižní Evropa
- Gagea polymorpha – Španělsko, Portugalsko, endemit
- Gagea pratensis – Evropa
- Gagea pusilla – jižní a jih střední Evropy
- Gagea reticulata – jihovýchodní Evropa
- Gagea saxatilis – jižní Evropa
- Gagea spathacea – Evropa, spíše jižní
- Gagea stepposa – Čína
- Gagea szovitsii – Rumunsko, Ukrajina,endemit
- Gagea taurica – Krym, jz Asie
- Gagea tenera – Čína, Kazachstán, Rusko
- Gagea terraccianoana – Čína, Korea, Mongolsko, Rusko
- Gagea transversalis – střední Evropa, Krym, rozšíření není moc známo
- Gagea trinervia – Sicílie
- Gagea villosa – střední a jižní Evropa
- a další

## Galerie

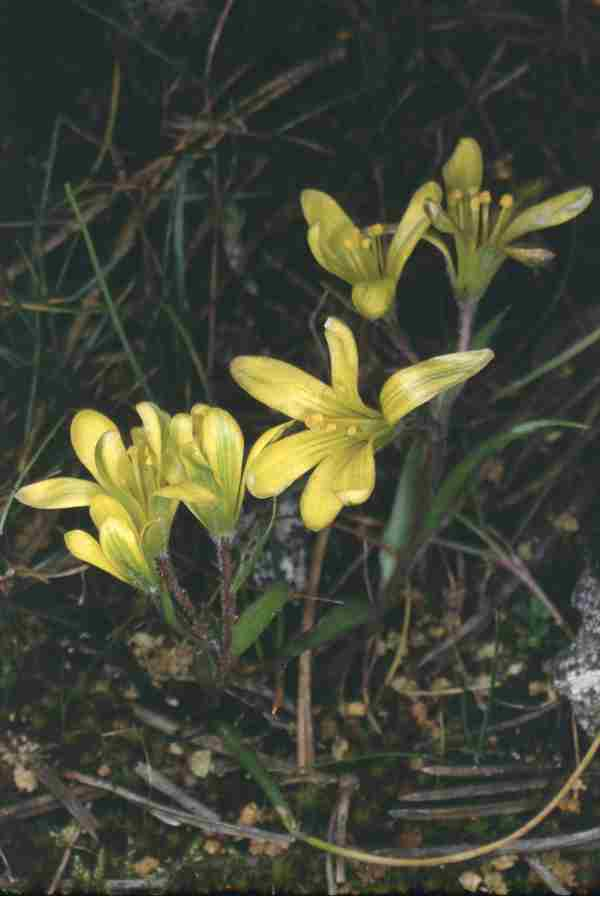
Gagea busambarensis
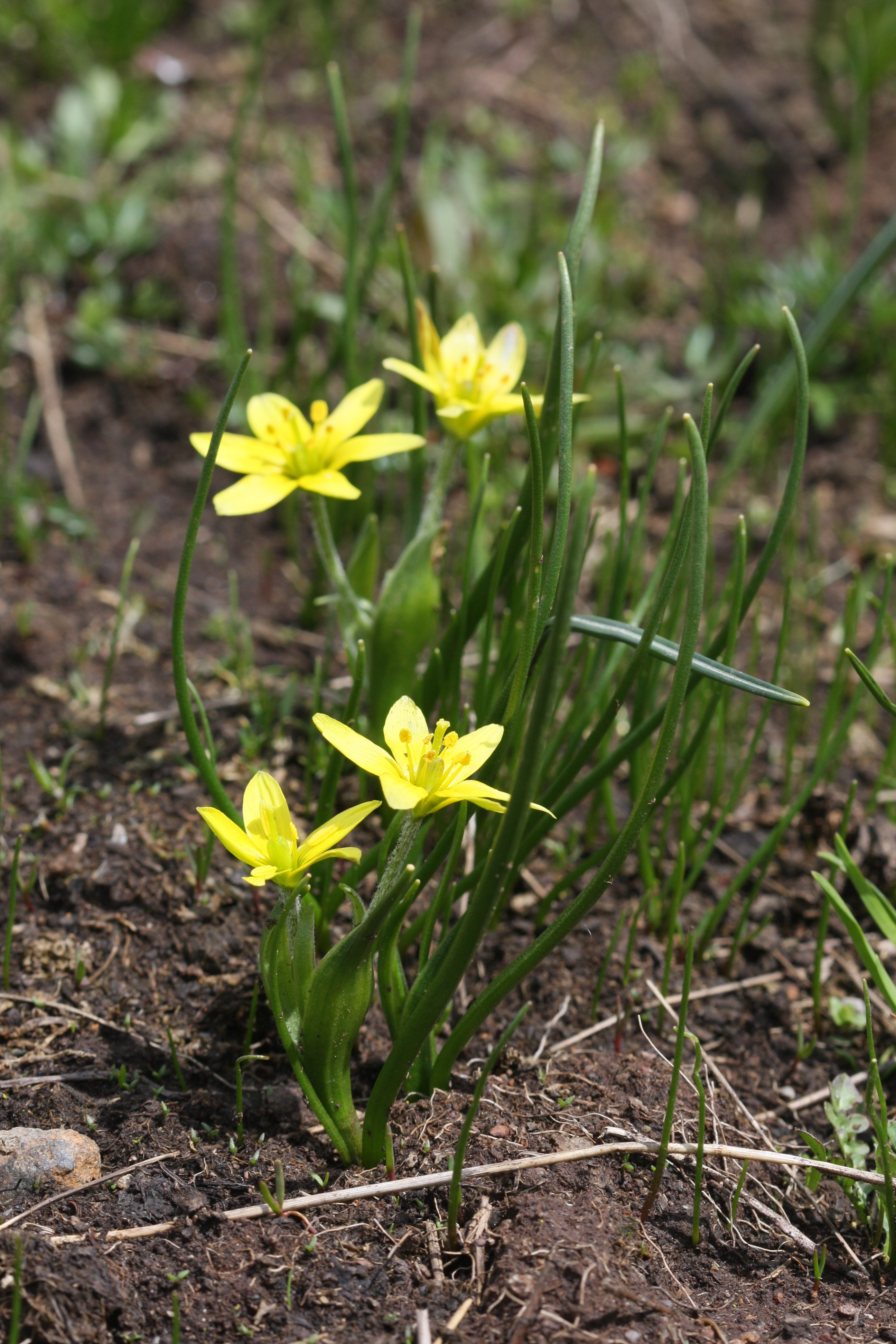
Gagea fragifera
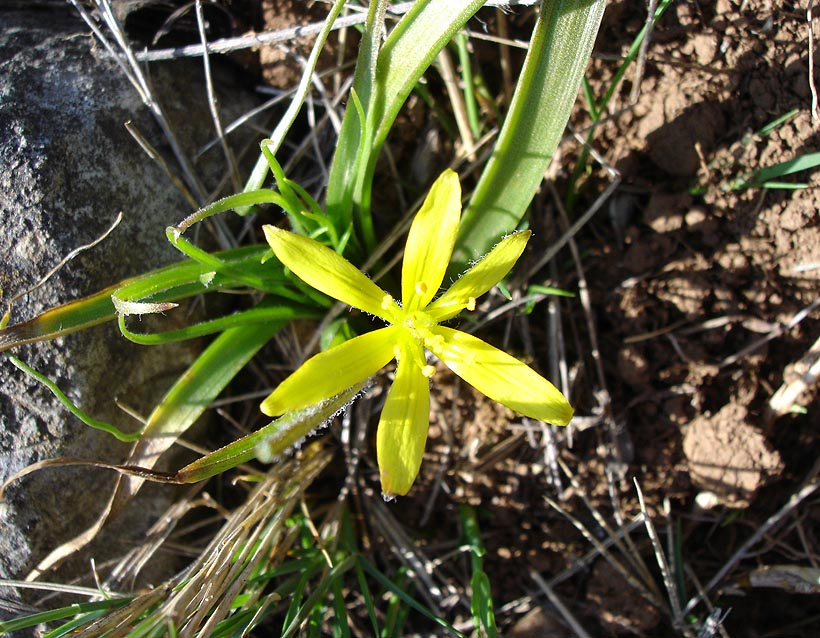
Gagea granatelli
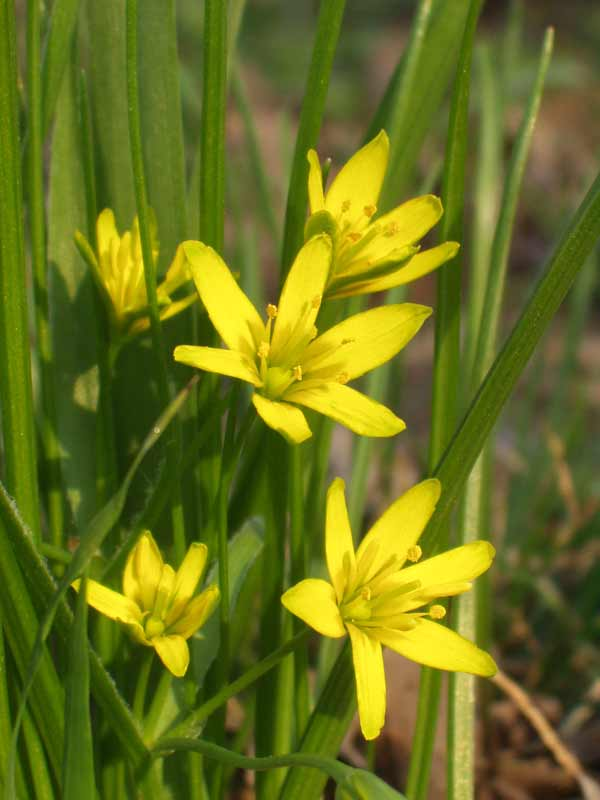
Gagea lutea
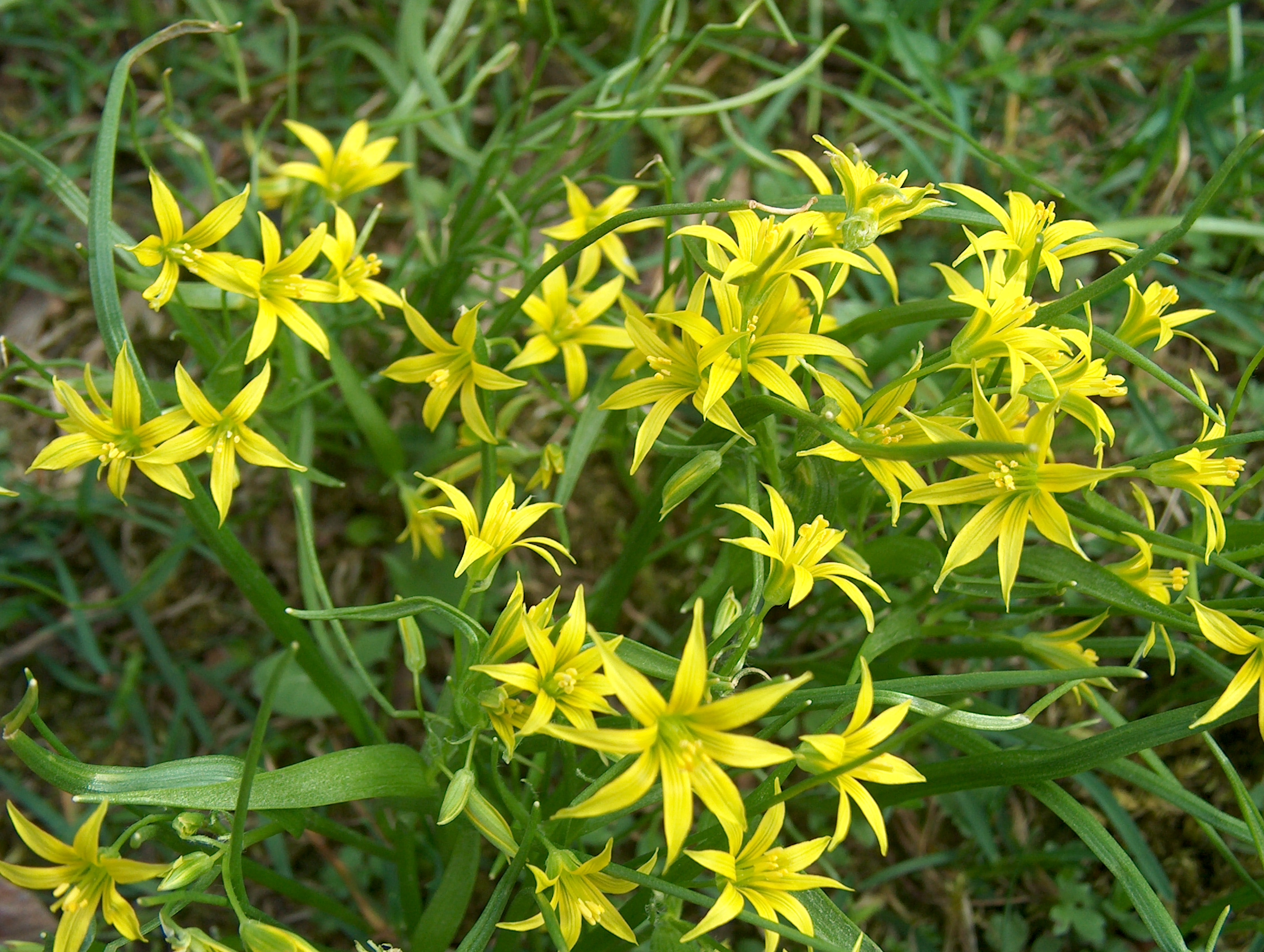
Gagea minima
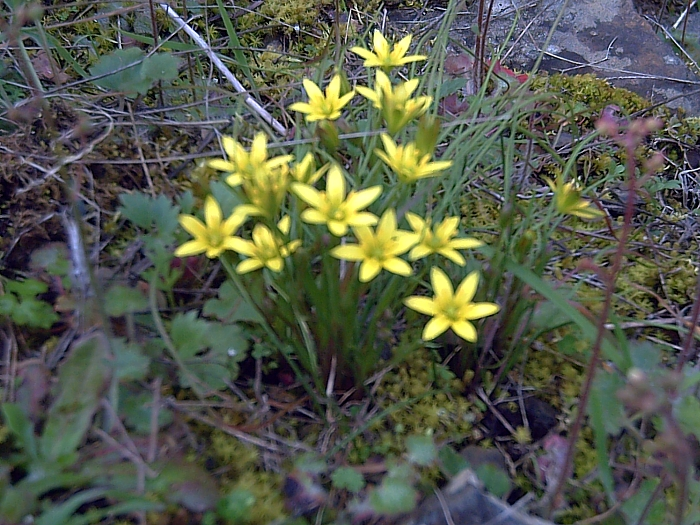
Gagea nevadensis
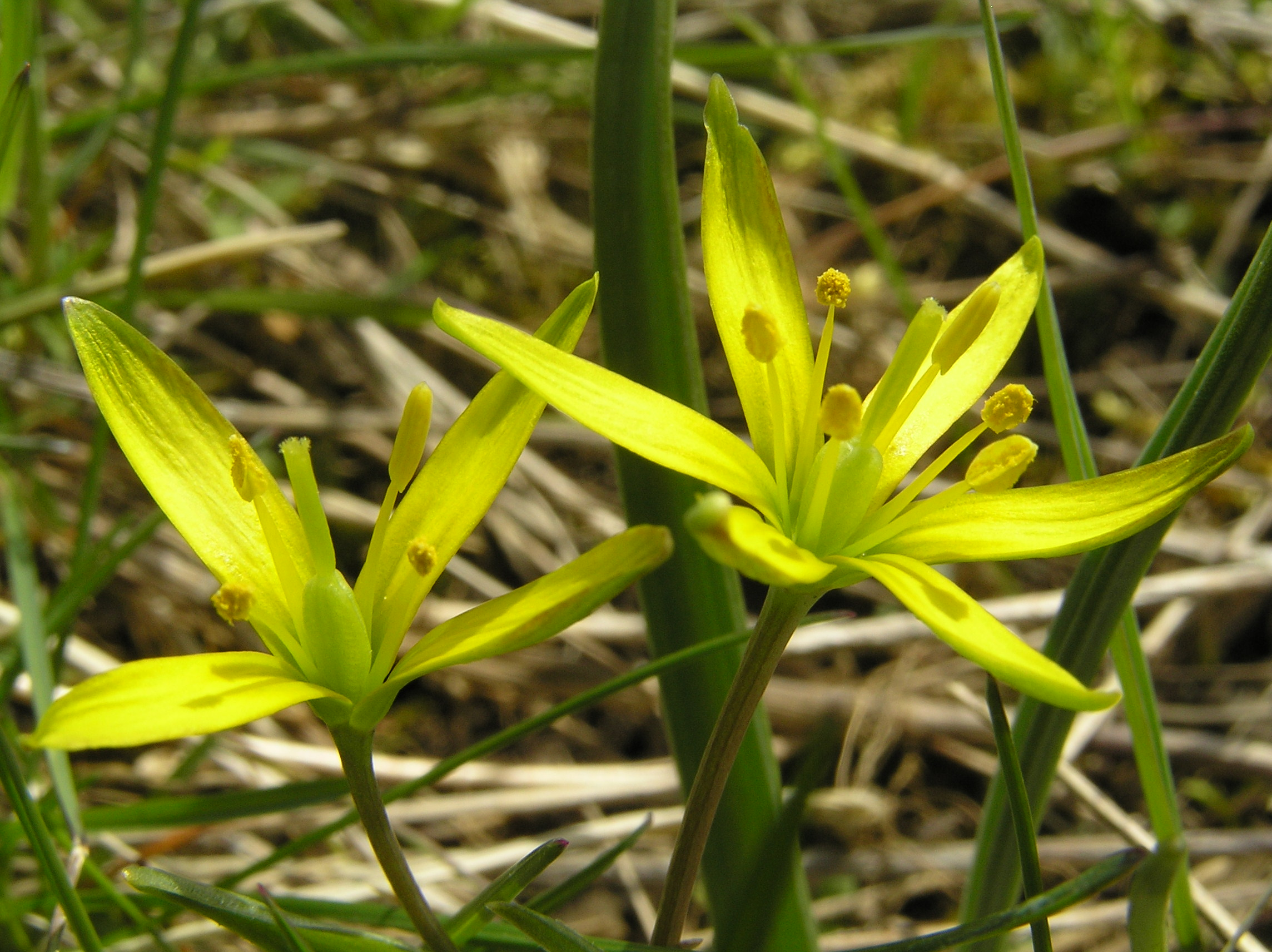
Gagea pratensis
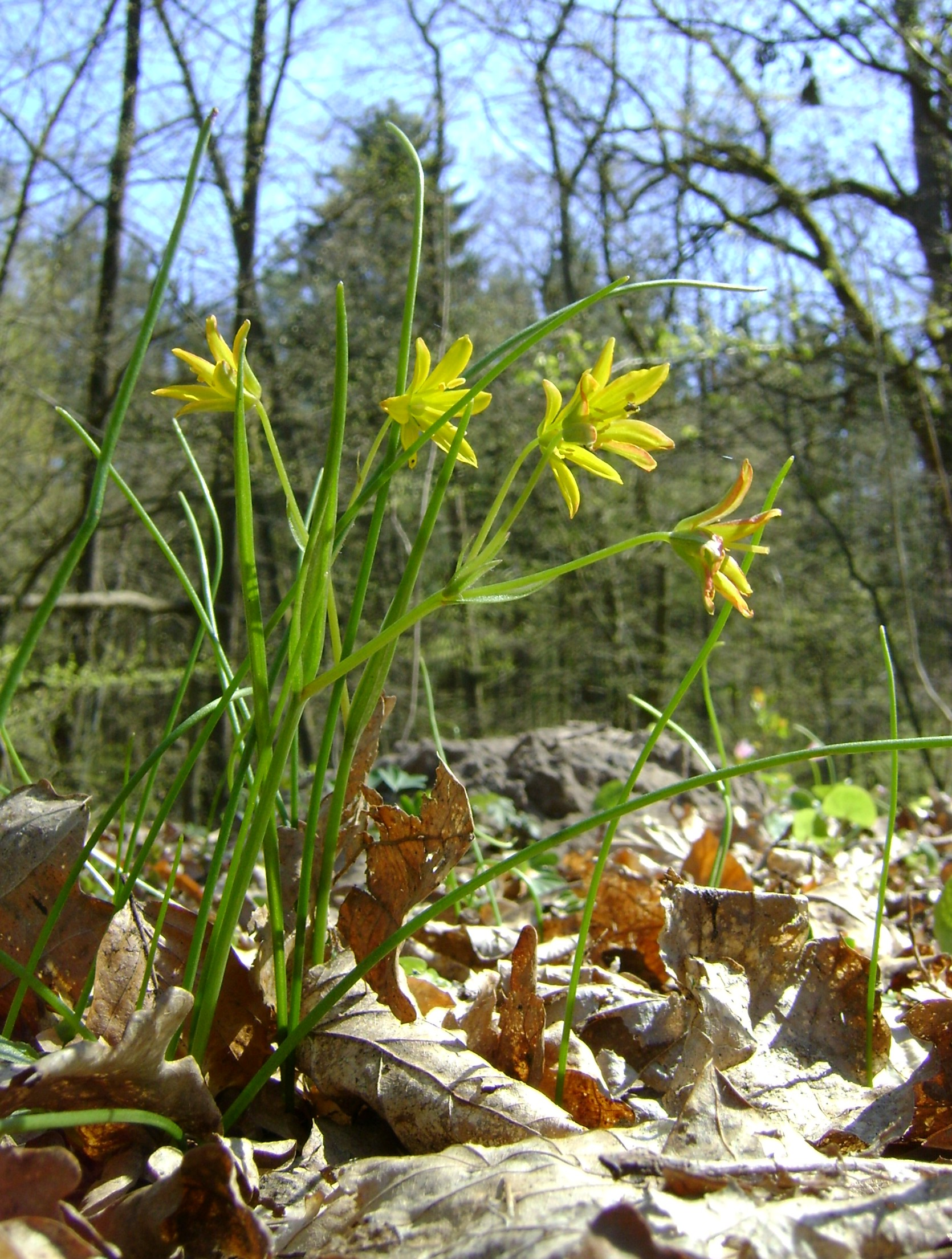
Gagea spathacea
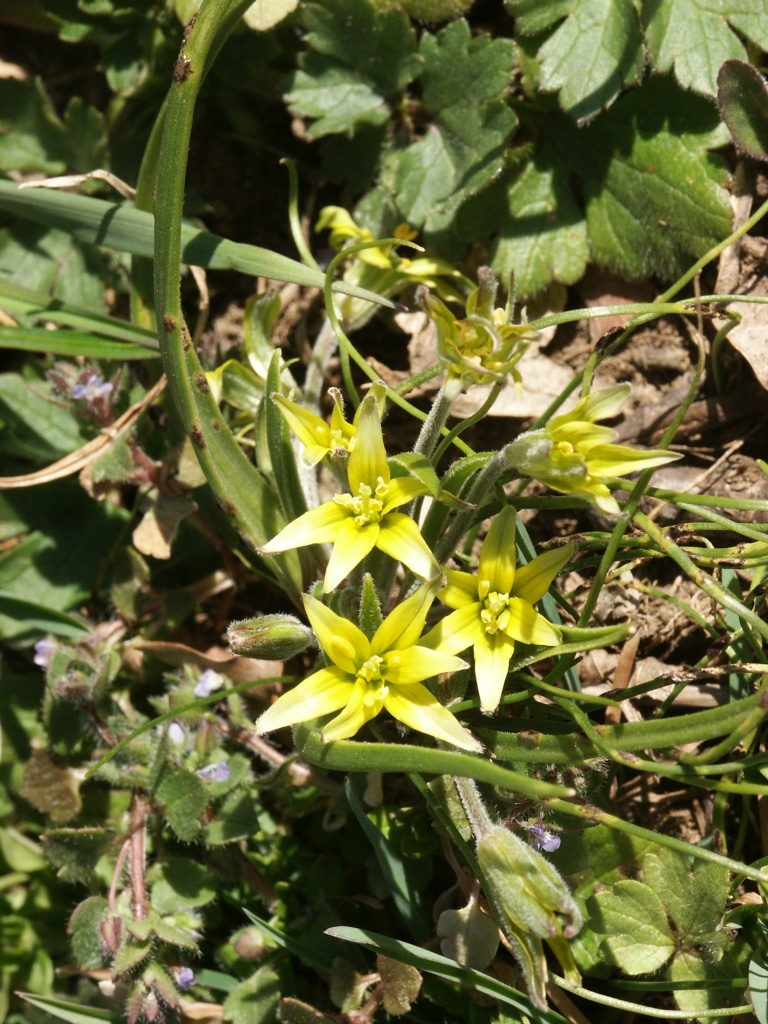
Gagea villosa